# 8회 농심 신라면배 세계바둑 최강전
8회 농심 신라면배 세계바둑 최강전은 대한민국, 중국, 일본의 대결로 한국이 1년 만에 탈환하여 우승했다.  

## 대국 결과
| 대국 | 대국일자 | 대국일자  | 차전  | 장소                                       | 승자             | 패자                 | 결과             | 기보                             |
| ---- | -------- | --------- | ----- | ------------------------------------------ | ---------------- | -------------------- | ---------------- | -------------------------------- |
| 1    | 2006년   | 9월 12일  | 1차전 | 중국 베이징 차이나 월드호텔 (베이징대주점) | 하네 나오키 九단 | 왕레이 八단          | 310수 백 1집반승 | [ 깨진 링크 ( 과거 내용 찾기 ) ] |
| 2    | 2006년   | 9월 13일  | 1차전 | 중국 베이징 차이나 월드호텔 (베이징대주점) | 하네 나오키 九단 | 조훈현 九단          | 276수 백 반집승  | [ 깨진 링크 ( 과거 내용 찾기 ) ] |
| 3    | 2006년   | 9월 14일  | 1차전 | 중국 베이징 차이나 월드호텔 (베이징대주점) | 펑취안 七단      | 하네 나오키 九단     | 276수 백 3집반승 | [ 깨진 링크 ( 과거 내용 찾기 ) ] |
| 4    | 2006년   | 9월 15일  | 1차전 | 중국 베이징 차이나 월드호텔 (베이징대주점) | 펑취안 七단      | 최철한 九단          | 298수 백 3집반승 | [ 깨진 링크 ( 과거 내용 찾기 ) ] |
| 5    | 2006년   | 11월 22일 | 2차전 | 부산 농심호텔                              | 펑취안 七단      | 이마무라 도시야 九단 | 129수 흑 불계승  | [ 깨진 링크 ( 과거 내용 찾기 ) ] |
| 6    | 2006년   | 11월 23일 | 2차전 | 부산 농심호텔                              | 펑취안 七단      | 원성진 七단          | 308수 백 3집반승 | [ 깨진 링크 ( 과거 내용 찾기 ) ] |
| 7    | 2006년   | 11월 24일 | 2차전 | 부산 농심호텔                              | 펑취안 七단      | 야마다 기미오 九단   | 246수 백 3집반승 | [ 깨진 링크 ( 과거 내용 찾기 ) ] |
| 8    | 2006년   | 11월 25일 | 2차전 | 부산 농심호텔                              | 박영훈 九단      | 펑취안 七단          | 291수 흑 1집반승 | [ 깨진 링크 ( 과거 내용 찾기 ) ] |
| 9    | 2006년   | 11월 26일 | 2차전 | 부산 농심호텔                              | 박영훈 九단      | 다카오 신지 九단     | 211수 흑 2집반승 | [ 깨진 링크 ( 과거 내용 찾기 ) ] |
| 10   | 2006년   | 11월 27일 | 2차전 | 부산 농심호텔                              | 박영훈 九단      | 천야오예 五단        | 270수 흑 2집반승 | [ 깨진 링크 ( 과거 내용 찾기 ) ] |
| 11   | 2007년   | 2월 6일   | 3차전 | 중국 상하이 화팅(華亭)호텔                 | 박영훈 九단      | 요다 노리모토 九단   | 246수 백 1집반승 | [ 깨진 링크 ( 과거 내용 찾기 ) ] |
| 12   | 2007년   | 2월 7일   | 3차전 | 중국 상하이 화팅(華亭)호텔                 | 쿵제 七단        | 박영훈 九단          | 164수 백 불계승  | [ 깨진 링크 ( 과거 내용 찾기 ) ] |
| 13   | 2007년   | 2월 8일   | 3차전 | 중국 상하이 화팅(華亭)호텔                 | 이창호 九단      | 쿵제 七단            | 134수 백 불계승  | [ 깨진 링크 ( 과거 내용 찾기 ) ] |
| 14   | 2007년   | 2월 9일   | 3차전 | 중국 상하이 화팅(華亭)호텔                 | 이창호 九단      | 구리 九단            | 277수 흑 1집반승 | [ 깨진 링크 ( 과거 내용 찾기 ) ] |

결과: 대한민국 우승 (6승 4패), 중국 준우승 (6승 5패), 일본 3위 (2승 5패)